# Fehérhegyi csata
A fehérhegyi csata a harmincéves háború első jelentős ütközete volt, és a Prága melletti Fehér-hegyen (Bílá Hora) zajlott. A hegy ma már Prága része. Az 1620. november 8-án vívott csata a cseh trón hovatartozását döntötte el.

## Előzmények
II. Rudolfot a német-római császári trónon az ügyes diplomata Mátyás követte: de mivel ő is gyermektelen volt, 1617-ben unokatestvérét, Ferdinándot jelölte ki utódjául. Ő jezsuita-növendék és a korábbiaknál erélyesebb „eretneküldöző” volt. A cseh nemesség – amelynek köreiben a protestantizmus erősen terjedt, és amelyet a Habsburg-politika fokozatosan kiszorított a hatalomból – semmi jót nem várt. Így a cseh rendi gyűlés tagjai döntő lépésre szánták el magukat: nagygyűlést hívtak össze Prágába. A cseh protestáns rendek Heinrich Matthias von Thurn gróf vezetésével behatoltak a királyi várlakba (Hradzsin), és a helytartókat titkárukkal együtt – „az igazságszolgáltatás nemzeti módja szerint” – kidobták az ablakon. Ettől az eseménytől (1618. május 23.), az úgynevezett prágai defenesztrációtól szokták a 30 éves háború kezdetét számítani.
A cseh nemesek 30 tagú igazgatóságot választottak, amely megkezdte az ellenállás szervezését. Szövetségre hívták föl a magyar, morva és osztrák rendeket, összeköttetésbe léptek az Protestáns Unióval, s az ország elfoglalása után Ausztriába törtek be.
Miután II. Mátyás német-római császár meghalt, a csehek a pfalzi választófejedelmet, V. Frigyest koronázták cseh királlyá, II. Ferdinánd császár helyett. Amikor Bécset ostromolta, a választófejedelemnek csak Bethlen Gábor sietett a segítségére. Frigyesnek alig akadtak támogatói, mivel a Protestáns Unió a csehek belügyének tekintette a történéseket.

## A csata
A csatában a protestánsok erői cseh, sziléziai és morva csapatokból, valamint nagyszámú német zsoldosból állt. A katolikus erőket a német birodalmi katolikus kontingensek, spanyol csapatok, szintén nagy számmal különböző német zsoldosok (akik között szintúgy álltak protestánsok), azonkívül németalföldi és lengyel zsoldosok is alkották. A cseheket, akiknek sorai közt 800 magyar is harcolt, Anhalti Keresztély, a császáriakat Charles-Bonaventure de Longueval, Bouquoy grófja; a liga csapatait Tilly és Bajor Miksa vezették. 
A katolikus liga hadvezére, Tilly legyőzte a cseh protestáns rendek és a „téli király”, Pfalzi Frigyes hadseregét. Maga Frigyes elkésett a csatából, amely számára teljes vereséggel zárult. Bethlen Gábor is nagyszámú erdélyi könnyűlovassággal próbált részt venni a csatában, de szintén elkésett.
Az alig egyórás csatát a csehek elvesztették s ezzel 300 évre elveszett a cseh szabadság is.

## Következmények

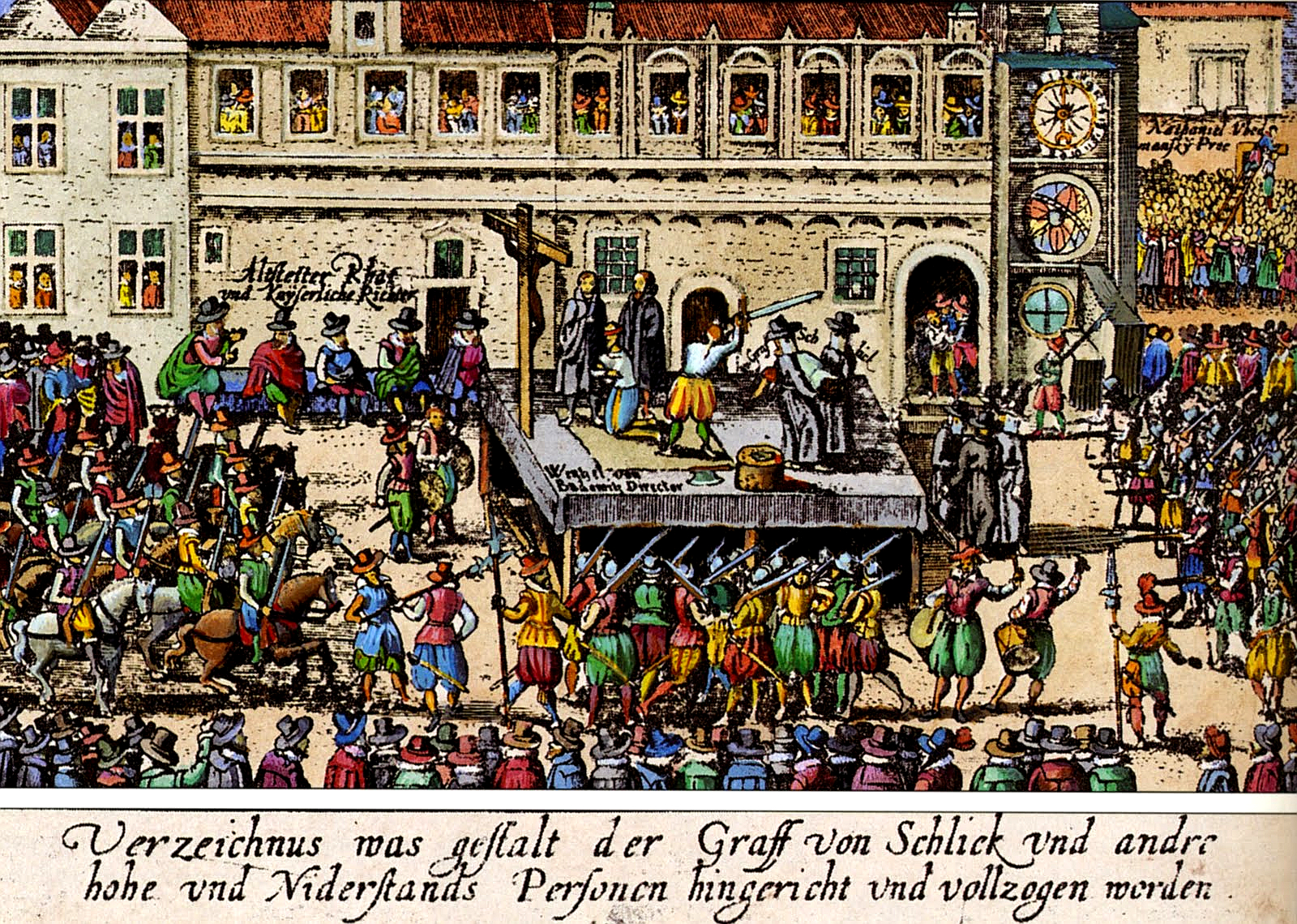
24 cseh felkelő kivégzése a prágai Óvárosban, 1621 - kortárs festmény)

A cseh rendek veresége nyomán a győzelmes Habsburgok a cseh területeket átszervezték és örökös tartománnyá nyilvánították. V. Frigyes kénytelen volt elmenekülni. A Habsburgok által elindított erőszakos rekatolizáció elől a protestánsoknak el kellett hagyniuk az országot.
Ferdinánd hideg és kiszámított kegyetlenséggel számolta fel a cseh rendek jogait. A felkelés 24 vezetőjét kivégeztette. A cseh nyelv helyébe a németet tette hivatalos nyelvvé, az állam igazgatása a német feudális urak kezébe került.

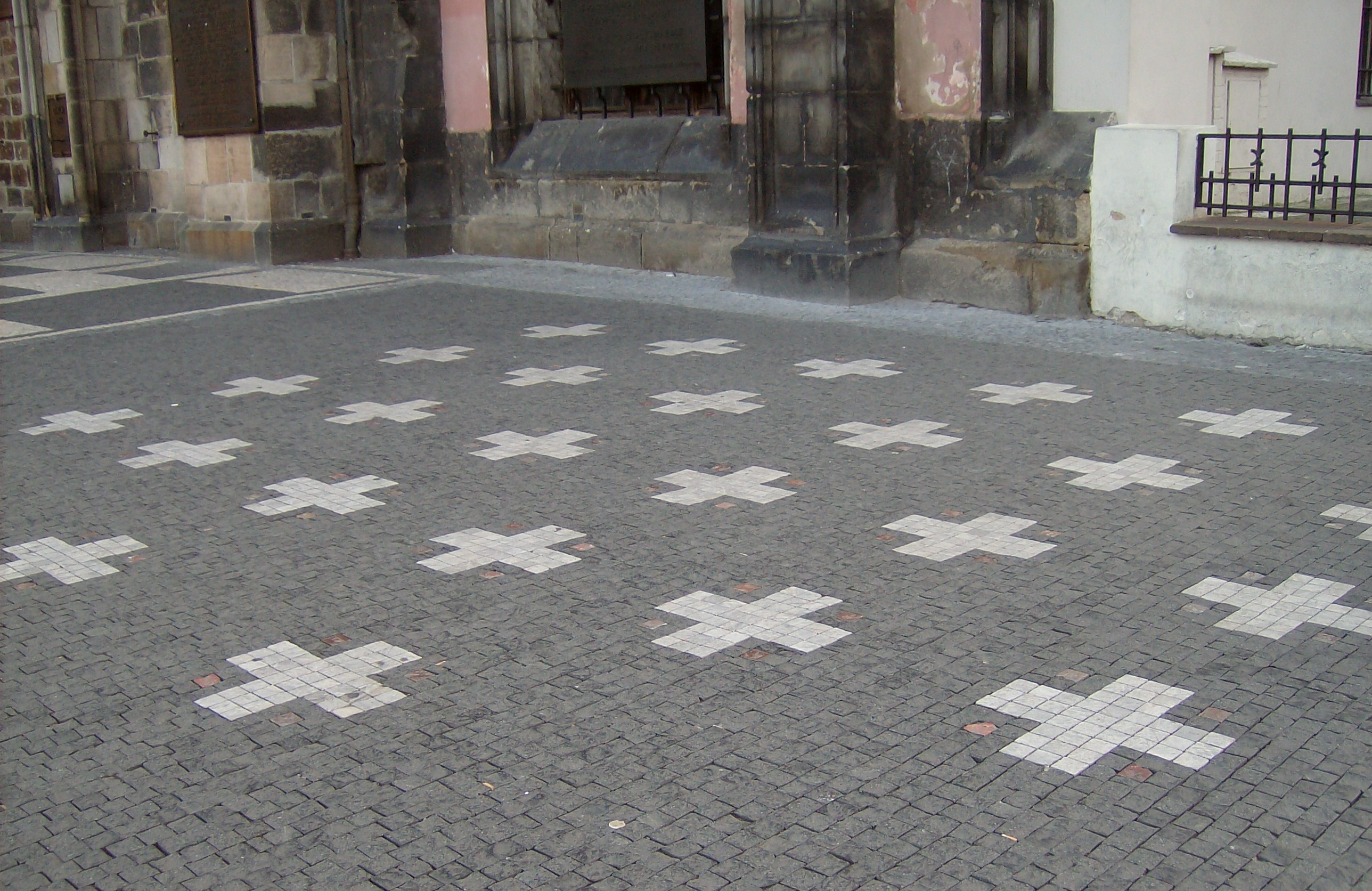
Kőkeresztek a téren - emlékezés az áldozatokra Prágában